# Savezni masonski stupnjevi
Savezni masonski stupnjevi (engl. Allied Masonic Degrees, AMD) predstavljaju dodatno tijelo koje djeluje unutar slobodnog zidarstva. Riječ je o neovisnom redu u okviru engleskog sustava slobodnog zidarstva, a istodobno i o počasnom tijelu povezanom s američkim Yorkčim obredom. Ova skupina viših stupnjeva postoji u određenim angloameričkim nadležnostima slobodnog zidarstva, a dodjeljuju se isključivo po pozivu. Stupnjevi se dodjeljuju unutar vijeća (councils), što je ekvivalent simboličkoj loži. Vijeća saveznih masonskih stupnjeva djeluju u Velikoj Britaniji, Sjedinjenim Američkim Državama i Kanadi te njihovim nadležnim prekomorskim područjima.

## Velika Britanija
U Engleskoj i Walesu ovim stupnjevima upravlja Veliko vijeće za savezne masonske stupnjeve Engleske i Walesa te distrikate i prekomorska vijeća koje je smješteno u Mark Masons' Hall-u u Londonu. Slobodni zidari, majstori, moraju prethodno dosegnuti stupanj kraljevskog luka u svom matičnom kapitelu kraljevskog luka i stupanj majstora znaka u matičnoj ložu znaka prije nego što se mogu prijaviti za članstvo u vijeću za savezne masonske stupnjeve.
Većina takozvanih viših stupnjeva koji su se prakticirali u Engleskoj početkom 19. stoljeća, izvorno je djelovala pod pokroviteljstvom loža koje su imale povelju Drevne velike lože Engleske. "Drevni" su držali da povelja daje loži pravo na izvođenje bilo kojeg stupnja, pod uvjetom da postoji znanje i članovi sposobni za izvođenje rituala. Nakon osnivanja Ujedinjene velike lože Engleske 1813. godine, pojedine skupine stupnjeva postupno su organizirane u posebne redove, svaki s vlastitim upravnim tijelom. Ipak, do kraja stoljeća još je uvijek značajan broj nepovezanih stupnjeva bio aktivan u različitim krajevima zemlje, iako nisu bili pod izravnim nadzorom nijednog većeg tijela. U kasnim 1870-ima, tadašnji veliki tajnici Ujedinjene velike lože, Velike lože majstora znaka i Vrhovno vijeće Drevnog i prihvaćenog obreda dogovorili su osnivanje tijela pod nazivom: Veliko vijeće za savezne masonske stupnjeve.
Ulazni stupanj za sve članove je stupanj svetog Lovre mučenika i to je preduvjet za sudjelovanje u radu vijeća. Nakon toga slijede još četiri stupnja, koji se mogu primiti redoslijedom koji određuje program lokalnog vijeća. Ipak, u praksi se stupanj velikih Solomonovih dvernika često dodjeljuje kao posljednji. Cjelokupan niz stupnjeva u Engleskoj i Walesu obuhvaća pet stupnjeva:
- sveti Lovre Mučenik (engl. Saint Lawrence the Martyr) – stupanj govori o tome kako je Lovro radije dao život nego izdao svoja načela. Glavne poruke ovog stupnja su odgovornost, integritet i postojanost. Medaljon stupnja je srebrna rešetka obješena na narančastu vrpcu s kraljevsko-plavim rubom.
- vitez Carigrada (Knight of Constantinople) – stupanj se bavi odnosom cara Konstantina i njegovih podanika. Ceremonija je ujedno zabavna i poučna, ali kandidat na kraju jasno spoznaje važnost vrline poniznosti. Medaljon stupnja je zlatni (ili pozlaćeni) malteški križ na zelenoj vrpci, s tri pozlaćena bodeža uperena prema dolje.
- veliki Solomonovi dvernici (Grand Tilers of Solomon) – stupanj ima vrlo dramatičnu ceremoniju smještenu u tajnu podzemnu odaju ispod Salomonova hrama. Stupanj prenosi poruku o opasnosti ishitrenih presuda. Medaljon stupnja je crni trokut s vrhom prema dolje, obrubljen zlatom ili pozlatom, s hebrejskim znakom "27", a na poleđini "neizrecivo Ime" u kabalističkom rasporedu. Viseći na vatrenocrvenoj vrpci sa sivim rubovima, s motivom ruke koja drži bodež okrenut prema dolje, iznad koje se nalaze tri pozlaćene krune.
- crveni križ Babilona (Red Cross of Babylon) – stupanj povezuje simboličke stupnjeve sa stupnjem kraljevskog luka, a tematizira Zorobabelovo ishođenje dopuštenja za obnovu Hrama. Glavna pouka je vrhovna važnost istine. Medaljon stupnja je sedmerokraka zvijezda s dva ukrštena bodeža, okrenuta vrhovima prema gore, u zlatu ili pozlati, postavljena na zeleni emajlirani krug, koji visi na zelenoj vrpci.
- veliki vrhovni svećenik (Grand High Priest) – stupanj koji bi trebao biti posljenji koji se prima. Kandidat je pomazan, posvećen i odvojen za službu Bogu u svećeništvu. Riječ je o duboko nadahnjujućem i posebnom obredu. Medaljon stupnja je mitra postavljena na trokut s vrhom prema gore, u zlatu i pozlati, viseća na crvenoj vrpci.

Red tajnog nadzornika, nekada dio saveznih masonskih stupnjeva, danas ima svoje neovisne konklave i nacionalnu strukturu unutar Engleske i Walesa.
Godine 1865. osnovano je Vijeće vitezova Carigrada u Plymouthu, što je dovelo do razvoja neovisne grane Reda. Do 1910. godine, preostala tri vijeća pristupila su Velikom vijeću za savezne masonske stupnjeve, no pod uvjetom da zadrže pravo nošenja svoje prepoznatljive pregače, kao i isključivo pravo obavljanja rituala na način kako se u Plymouthu prakticira još od 1865. godine. Pristup plymouthskoj izvedbi obreda dopušten je isključivo kršćanskim slobodnim zidarima. Sva tri plymouthska vijeća i danas su aktivna te su upisana pod brojevima 33, 34 i 35 u registar Velikog vijeća.
U Škotskoj ne postoji izravni pandan saveznim masonskim stupnjevima, niti se stupnjevi za koje je to tijelo nadležno izvode pod okriljem bilo koje škotskog tijela ili reda. Ipak, stupanj Crveni križ Babilona u skraćenom je obliku prisutan kao "Babylonski prolaz" (Babylonish Pass), koji se izvodi pod upravom Vrhovnog velikog kapitela kraljevskog luka Škotske. Ne postoji međusobni sporazum o međuposjećivanju u vezi sa stupnjevima "lože i vijeća" između Vrhovnog velikog kapitela te vijeća za savezne masonske stupnjeve. Unatoč tome, Veliko vijeće za savezne masonske stupnjeve Engleske i Walesa od 2004. godine ima potpisan konkordat s Velikom ložom Škotske.

## Sjedinjene Američke Države
| Naziv stupnja            | Sjedinjene Države                    | Engleska                             |
| ------------------------ | ------------------------------------ | ------------------------------------ |
| vitez Carigrada          | vijeće za savezne masonske stupnjeve | vijeće za savezne masonske stupnjeve |
| sveti Lovre Mučenik      | vijeće za savezne masonske stupnjeve | vijeće za savezne masonske stupnjeve |
| veliki Solomonov dvernik | vijeće za savezne masonske stupnjeve | vijeće za savezne masonske stupnjeve |
| meštar iz Tira           | vijeće za savezne masonske stupnjeve | nema                                 |
| izvrsni majstor          | vijeće za savezne masonske stupnjeve | nema                                 |
| mornar kraljevske arke   | vijeće za savezne masonske stupnjeve | loža mornara kralj. arke             |
| arhitekt                 | vijeće za savezne masonske stupnjeve | nema                                 |
| veliki arhitekt          | vijeće za savezne masonske stupnjeve | nema                                 |
| nadstojnik               | vijeće za savezne masonske stupnjeve | nema                                 |
| Red tajnog nadzornika    | vijeće za savezne masonske stupnjeve | konklava tajnog nadz.                |
| Red grimizne vrpce       | vijeće za savezne masonske stupnjeve | konzistorij grim. vrpce              |
| Drevni red čepova        | vijeće za savezne masonske stupnjeve | loža čepova                          |
| Red crvene grane erija   | vijeće za savezne masonske stupnjeve | kolegij rozenkrojcera                |
| crveni križ Babilona     | nema                                 | vijeće za savezne masonske stupnjeve |
| veliki vrhovni svećenik  | nema                                 | vijeće za savezne masonske stupnjeve |

U Sjedinjenim Američkim Državama ovim stupnjevima upravlja Veliko vijeće za savezne masonske stupnjeve Sjedinjenih Američkih Država (Grand Council of the Allied Masonic Degrees USA). Slobodni zidari, majstori, moraju prethodno dosegnuti stupanj kraljevskog luka u svom matičnom kapitelu kraljevskog luka prije nego što se mogu prijaviti za članstvo u vijeću. Većina vijeća ograničena je na najviše 27 članova, dok je Vijeće devet muza (Council of the Nine Muses) ograničeno na devet autora, a svaki novi suvereni meštar mora pročitati novi esej. Nasuprot tome, Vijeće velikog meštra nema numerička ni zemljopisna ograničenja. Savezni masonski stupnjevi su jedno od počasnih tijela američkog sustava Yorčkog obreda.
Savezni masonski stupnjevi obuhvaćaju odvojene stupnjeve koji su se nekada davno izvodili pod okriljem povelja plavih loža i bili dio neformalno organiziranog slobodnog zidarstva tog razdoblja. Mnogi od tih stupnjeva s vremenom su pali u zaborav, iako su se ponegdje nastavili izvoditi kao tzv. bočni stupnjevi. Vremenom su najkvalitetniji među tim stupnjevima objedinjeni u sustavno organizirano tijelo koje danas poznajemo pod nazivom Savezni masonski stupnjevi. Veliko vijeće Sjedinjenih Američkih Država kao službeni datum svog osnutka odredilo je 14. siječnja 1892., kada je u Richmondu, Virginia, osnovano Suvereno učilište saveznih masonskih i kršćanskih stupnjeva (Sovereign College of Allied Masonic and Christian Degrees). Dana 16. travnja 1932. u Salisburyju, Sjeverna Karolina, osnovano je Veliko vijeće za savezne masonske stupnjeve SAD-a, a potom je sporazum o sjedinjenju dvaju tijela potpisan 18. srpnja 1933. i potvrđen od strane Velikog vijeća iz Sjeverne Karoline 5. kolovoza, te Suverenog učilišta u Norwayu, Maine, 24. kolovoza 1933. Učinak tog sjedinjenja stupio je na snagu 7. rujna 1933.
Časnici u vijećima nose titule slične onima u simboličkim ložama, pri čemu predsjedavajući nosi naslov "suvereni meštar" (Sovereign Master). Svako vijeće ima široku autonomiju u pogledu učestalosti sastanaka i sadržaja dnevnog reda, a u pravilu se na svakom sastanku raspravlja ili proučava slobodno zidarstvo.
Veliko vijeće također dodjeljuje interna priznanja, među kojima je najistaknutije odlikovanje Vitez velikog križa (Knight Grand Cross). Druga priznanja su Fowlerova nagrada i Kraljevski red crvene grane erija (Royal Order of the Red Branch of Eri).

### Struktura stupnjeva
Stupnjevi koju se dodjeljuju vijećima za savezne masonske stupnjeve u Sjedinjenim Državama su:
- vitez Carigrada (engl. Knight of Constantinople) – stupanj prenosi uzvišenu pouku o poniznosti i univerzalnoj jednakosti kroz odnos cara Konstantina i njegovih podanika.[a] Medaljon stupnja sastoji se od malteškog križa nad kojim se nalazi polumjesec, izrađen u zlatu, obješen na zelenu vrpcu s tri pozlaćena bodeža. Pregača je bijele boje, obrubljena zelenim rubom, s malteškim križem i polumjesecom u sredini, dok se na preklopu nalaze tri bodeža, također u zelenoj boji.[19]
- Red svetog Lovre Mučenika (Order of Saint Lawrence the Martyr) – stupanj se temelji na mučeništvu svetog Lovre, koji je kasnije proglašen svetim zbog svoje vjernosti i kršćanskih vrlina. Glavna pouka ovog stupnja je moralna snaga. Sama ceremonija nije povezana ni s Prvim ni s Drugim hramom, niti s viteštvom. Zanimljiva je zbog svoje jednostavnosti i rijetko spominjane legende.[20] Medaljon stupnja je srebrna rešetka (roštilj) ovješena o vrpcu koja je narančasta u sredini, a s obje strane obrubljena kraljevsko plavom bojom. Pregača stupnja je bijela, s obrubom u narančastoj i plavoj boji, a u središtu se nalazi motiv rešetke. Ovratnik stupnja širok je približno deset centimetara, s narančastom središnjom trakom i plavim rubovima s obje strane.[21]
- veliki Solomonov dvernik  (Grand Tiler of Solomon) – stupanj je ranije bio poznat pod nazivoma "odabrani mason 27" (Select Mason of the 27). Nema sumnje da ovaj stupanj i kriptični stupanj odadabranog majstora potječu iz zajedničkog izvora. Radnja se odnosi na izgradnju Salomonova hrama i usko je povezana sa simbolikom slobodnog zidarstva. Poruka ovog stupnja uči da trebamo budno motriti svaku svoj misao, riječ i djelo, kako bismo ostali na ispravnom putu.[20] Medaljon stupnja je crna delta obrubljena zlatom, usmjerena prema dolje, u čijem se središtu nalazi broj "27" ispisan hebrejskim znakovima. Na stražnjoj strani znaka nalazi se tetragram, ispisan prema kabalističkom redoslijedu. Medaljon je ovješen o grimiznu vrpcu obrubljenu svijetlosivom bojom, na kojoj se nalazi ruka koja drži mač, iznad koje su tri krune. Pregača stupnja crne je boje sa zlatnim obrubom. U njezinu je središtu zlatna kruna, dok se na preklopu u zlatnoj boji nalazi motiv ruke koja drži mač.[22]
- meštar iz Tira (Master of Tyre) – stupanj ističe tirsko podrijetlo slobodnog zidarstva kao svoju temeljnu poruku, što ga čini posebno izdvojenim među većinom drugih stupnjeva. Njegova središnja moralna pouka je dužnost. Pregača je trokutastog oblika, izrađena u kraljevski ljubičastoj boji s zlatnim obrubom. Medaljon stupnja sastoji se od kutnika i šestara, unutar kojih se nalazi kruna, a na vrhovima kutnika i šestara nalaze se tri isprepletena trokuta s početnim slovima "M", "O" i "T", obješeni na ljubičastu vrpcu.[23]
- izvrsni majstor (Excellent Master) – stupanj ima iznimno dojmljiv ritual koji se smatra gotovo neizostavnom nadopunom Kraljevskom luku. Nakon što su prošla tri vela u Babilonu, u Jeruzalemu preostaje samo ući kroz četvrti, bijeli veo. Medaljon stupnja je pentagram izrađen u zlatu, obješen na grimiznu vrpcu. Pregača je bijele boje s grimiznim obrubom, a u središtu se nalazi zlatni pentagram. Ovratnik stupnja je također grimizne boje.[24]
- mornar kraljevske arke (Royal Ark Mariner) – stupanj predstavlja biblijske likove Noe i njegova dva sina – Jafeta i Šema. Podsjeća nas na važne događaje iz Biblije, poput Velikog potopa i gradnje Arke, pozivajući nas da se prisjetimo saveza koji je Bog sklopio s čovječanstvom. Istodobno nas potiče da svakoga dana težimo tome da budemo bolji ljudi.[20] Pregača i simboli ovog stupnja lako su prepoznatljivi po motivima arke i duge, iako sam stupanj navodi da je izvorna pregača bila izrađena od neobrađene janjeće kože.[25]
- arhitekt (Architect) – stupanj je prvi u trilogiji stupnjeva koji proširuju salomonske pouke o arhitekturi.[b] Sam ritual stupnja je kratak, a rad podsjeća na ritual simboličnih stupnjeva. Međutim, pouka se prenosi u obliku katekizma, odnosno dijaloga između glavnih dužnosnika. Medaljon stupnja je plamteća zvijezda s slovom "G" u sredini, sve smješteno unutar trokuta, izrađeno u zlatu. Pregača je bijela, s obrubom u tamno crvenoj boji. Počasna lenta[c] također je tamno crvene boje.[26][27]
- Red tajnog nadzornika (Order of the Secret Monitor) ili Bratstvo Davida i Jonatana (Brotherhood of David and Jonathan) – red obuhvaća vrlo poučnu ceremoniju, utemeljenu na ljubavi, prijateljstvu i vjernosti između Davida i Jonatana. Red se sastoji od tri stupnja.[20][28] U okviru engleskog sustava slobodnog zidarstva Red tajnog nadzornika je neovisan. Stupnjevi su:[28]
  - 1° – primanje (Induction)
  - 2° – zbor prinčeva (Assembly of Princes)
  - 3° – ustoličenje vrhovnog vladara (Installation of a Supreme Ruler)
- veliki arhitekt (Grand Architect) – stupanj predstavlja nastavak i nadogradnju stupnja arhitekta, u okviru niza salomonskih legendi o arhitekturi. Ovaj stupanj razvija ideju o sve odabranijem i tajnovitijem krugu majstora koji izvode radove na Salomonovu hramu. Medaljon stupnja je dvostruki trokut, sastavljen od šestara i libele, izrađen u zlatu. Pregača je bijela, obrubljena plavim rubom. Počasna lenta[c] je plave boje.[29]
- nadstojnik (Superintendent) – stupanj je povezan sa stupnjevima arhitekta i velikog arhitekta, te se sadržajno odnosi na jedno od ispitivanja mudrosti između kralja Salomona i kraljice od Sabe. Medaljon stupnja je trokut, jednostavnog oblika. Pregača je bijela, obrubljena ljubičastim rubom. Počasna lenta[c] je također ljubičasta.[30]
- Red grimizne vrpce (Order of the Scarlet Cord) – red uči o biblijskim događajima opsade grada Jerihona i pobjede Hebreja. Riječ je o značajnom i osebujnom Redu, bogatom uzvišenim poukama i pažljivo oblikovanim ceremonijama. Iako se u ovom Redu ne nose pregače, svaki od šest stupnjeva ima svoju posebnu insigniju.[20] Također, red ima svoja posebna pravila.[31] U okviru engleskog sustava slobodnog zidarstva Red grimizne vrpce je neovisan. Red se sastoji od šest stupnjeva, i to:[31]
  - 1° – vratar (Doorkeeper)
  - 2° – čitatelj (Lector)
  - 3° – kolega (Fellow)
  - 4° – vijećnik (Councillor)
  - 5° – čuvar skrivene tajne (Keeper of the Hidden Secret)
  - 6° – princ jeruzalemski (Prince of Jerusalem)
- Kraljevski red crvene grane erija i prateći redovi (Royal Order of the Red Branch of Eri and Appendant Orders) – počasni je red koji se može dodijeliti svakom članu saveznih stupnjeva, na temelju jednoglasne odluke vijeća kojem pripada, kao priznanje za iznimne i zaslužan doprinos službi saveznih masonskih stupnjeva. Ovaj red ima šest stupnjeva:[32][20]
  - 1° – oružar (Man at Arms) – izborno, uključeno uz osnovno članstvo
  - 2° – štitonoša (Esquire) – izborno, pružena kao čast
  - 3° – vitez (Knight) – izborno, pružena kao čast
  - 4° – viteški zapovjednik (Knight Commander) – dostupan članu koji je završio mandat kao suvereni majstor u svom vijeću
  - 5° – vitez velikog križa (Knight Grand Cross) – dostupan članu koji je služio kao veliki časnik u Velikom vijeću
  - 6° – vrhovnik velikog križa (Supreme Grand Cross) – dostupan članu koji je služio kao suvereni veliki majstor
- Drevni red čepova (Ancient Order of Corks) – neformalan je stupanj, često opisan kao „zabavan“ i izraženo pomorski u svojoj simbolici. Glavni simbol Reda je čep za bocu s dijagonalno umetnutim vadičepom. Ritual je satiričan i temeljen na razdoblju Noe i Velikog potopa.[33]

Stupnjevi predsjedavajućeg su:
- savezni stupnjevi – ustoličeni suvereni majstor (Installed Sovereign Master)
- sveti Lovre mučenik – ustoličeni dostojni majstor (Installed Worthy Master)
- Red tajnog nadzornika – ustoličeni vrhovni vladar (Installed Supreme Ruler)
- mornar kraljevske arke – ustoličeni zapovjednik Noa (Installed Commander Noah)
- Red crvene grane erija – viteški zapovjednik (Knight Commander)
- Red grimizne vrpce – vijećnik (Councillor)

## Kanada
U Kanadi ovim stupnjevima upravlja Veliko vijeće za savezne masonske stupnjeve Kanade (Grand Council of the Allied Masonic Degrees of Canada).

### Struktura stupnjeva
Osnovni (administrativni) stupnjevi:
- sveti Lovre Mučenik (St. Lawrence the Martyr)
- ustoličeni majstor sv. Lovre (Installed Master of St. Lawrence)

Izborni stupnjevi:
- vitez Carigrada (Knight of Constantinople)
- veliki Solomonov dvernik  (Grand Tiler of Solomon)
- izvrsni majstor (Excellent Master)
- meštar iz Tira (Master of Tyre)
- arhitekt (Architect)
- veliki arhitekt (Grand Architect)
- nadstojnik (Superintendent)

Kraljevski red crvene grane erija (Royal Order of the Red Branch Of Eri) ima sljedeću strukturu stupnjeva:
- izborni stupnjevi
  - oružar (Man at Arms) – izborno, uključeno uz osnovno članstvo
  - štitonoša (Esquire) – izborno, pružena kao čast
- osnivni stupanj
  - vitez (Knight) – izborno, uvjet za izbor za suverenog majstora
- činovi
  - vitez zapovjednik (Knight Commander) – dostupan članu koji je završio mandat kao suvereni majstor u svom vijeću
  - vitez velikog križa (Knight Grand Cross) – dostupan članu koji je služio kao veliki časnik u Velikom vijeću
  - vrhovnik velikog križa (Supreme Grand Cross) – dostupan članu koji je služio kao suvereni veliki majstor

Zabavni (šaljivi) stupnjevi:
- Red kupelji (Order of the Bath)
- Drevni red čepova (Ye Antient Order of Corks)

## Rasprostranjenost
Vijeća za Savezne masonske stupnjeve djeluju na područjima nadležnosti sljedećih regularnih velikih loža temeljem potpisanih konkordata:
- Ujedinjena velika loža Engleske → Veliko vijeće za savezne masonske stupnjeve Engleske i Walesa te distrikate i prekomorska vijeća[2]
  -  Velika loža Španjolske → Pokrajinsko veliko vijeće Španjolske[35]
  -  Velika loža Novog Zelanda → Pokrajinsko veliko vijeće Novog Zelanda[36]
  -  Ujedinjena velika loža Novog Južnog Walesa i Teritorija australskog glavnog grada → Pokrajinsko veliko vijeće Novog Južnog Walesa i Teritorija australskog glavnog grada
  -  → Pokrajinsko veliko vijeće Južne Afrike
  -  Nacionalna velika loža Francuske
  -  Velika loža Bolivije
- Nacionalna velika loža Rumunjske → Veliko vijeće "Europa" za savezne masonske stupnjeve[37]
- Regularne velike lože u SAD-u → Veliko vijeće za savezne masonske stupnjeve Sjedinjenih Američkih Država[38]
- Regularne velike lože u Kanadi → Veliko vijeće za savezne masonske stupnjeve Kanade[39]
- Regularne velike lože u Australiji → Veliko vijeće za savezne masonske stupnjeve Australije[40][41]
- Regularne velike lože u Brazilu → Veliko vijeće za savezne masonske stupnjeve Brazila[42]